# Forum Maribor
Forum je garažna hiša, ki ima garažo in več stavb. Nahaja v Mariboru na Cankarjevi ulici. Stavbe je zgradila skupina Komusprojekt leta 1999. V Forumu so tri garažne etaže. Prva etaža je za vsa osebja, druga in tretja pa za stanovalce.  Forum ima šest blokov. Vsak blok ima svojo črko ( 6.A do 6.F). Ti imajo v pritličju kolesarnico, sedem nadstropji in v vsakem nadstropju je šest stanovanj. Vsaka stavba ima vhod v garažo in klet. Vsaka stavba ima dvigalo in požarne stopnice. Bloki imajo skupno dvorišče, kjer so igrala za otroke in bazen z mostom. Na dvorišču ni avtov, razen če se kdo seli ali da je delo na dvorišču. Dvorišče je pod varnostnim nadzorom. Med bloki je tudi banka, gostilna, optika in več odvetniških pisarn. Nasproti je srednja šola gospodinjstvo in turizem.